# Nada en la nevera
Pour plus de détails, voir Fiche technique et Distribution.
Nada en la nevera est un film espagnol réalisé par Álvaro Fernández Armero, sorti en 1998.

## Synopsis
Carlota est ambulancière et rencontre Número Uno, un artiste porno-comique, dont elle s'éprend.

## Fiche technique
- Titre : Nada en la nevera
- Réalisation : Álvaro Fernández Armero
- Scénario : Coloma Fernández Armero et Álvaro Fernández Armero
- Musique : Manuel Villalta
- Photographie : Hans Burmann
- Montage : Iván Aledo
- Production : César Benítez (producteur délégué)
- Société de production : Antena 3 Televisión, Bocaboca Producciones, Canal+ España et Entertainment One
- Pays :  Espagne
- Genre : Comédie romantique
- Durée : 92 minutes
- Date de sortie : 
  - Espagne : 23 octobre 1998

## Distribution
- María Esteve : Carlota
- Coque Malla : Número Uno / José María
- Roberto Álvarez : Rodrigo
- Laura Aparicio : Juan
- Paul Zubillaga : Santi
- Itziar Miranda : Natalia
- Paulina Gálvez : Rubia
- Luis Hostalot : le chef du SAMUR
- Santiago Lajusticia : Anaconda

## Distinctions
Le film a été nommé au Prix Goya du meilleur espoir féminin pour María Esteve.